# Сражение при Люсоне
Сражение при Люсоне (фр. Bataille de Luçon) произошло 14 августа 1793 года во время Вандейской войны. Оно закончилось победой республиканцев, которые отбили атаку вандейцев на Люсон и нанесли им одно из самых тяжелых поражений в конфликте.
Люсон был главной базой республиканских сил на юге департамента Вандея. Повстанцы дважды пытались его захватить, но оба раза терпели поражения. Главнокомандующий Католической и королевской армией Морис д’Эльбе, поддержанный Лескуром, отклонил предложение других командиров двинуться на север, считал, что после поражения при Нанте новая попытка переправиться севернее Луары окажется слишком трудной, что повстанцам нужны порох и боеприпасы, что города южной Вандеи кажутся более уязвимыми. Поэтому он предложил идти на Люсон и еще раз попытаться взять богатый город. Присоединив в Шантонне отрады Шаретта и Ройрана, его армия двинулась на Люсон.
13 августа республиканцы узнали, что вандейцы идут на Люсон. Представители в миссии Жан Франсуа Мари Гупийо де Фонтенэ и Франсуа-Луи Бурдон поручают генералу Огюстену Тюнку дать отпор повстанцам. Тюнк размещает свои войска на равнине к северу от города. Республиканская армия была построена на высотах, защищающих проходы Марей и Сент-Эрмин. Её правый фланг опирался на Сент-Жемм, её резерв был за лесом, её левый фланг — лицом к основным силам вандейской армии. Тюнк в центре спрятал свою артиллерию за стоявшим в строю батальоном, а остальные солдаты лежали на земле.
Авангард Шаретта и Лескюра в одиночку двинулся в атаку, но подвергся обстрелу нескольких вражеских батарей. Вандейцы захватили две из этих батарей и немедленно повернули против синих, смели вражеские батальоны перед собой и вытеснили кавалерию из зоны досягаемости пушек. Тюнк поднимает солдат, до того лежавших на земле, и ружейные залпы и легкая артиллерия сеют беспорядок в рядах вандейцев. Д'Эльбе, командующий центром, поспешил на помощь, но его усилия опоздали. Тюнк начал контратаку, отбросил Шаретта и атаковал центр. Вандейцы паникуют и бегут, преследуемые республиканской кавалерией. На какое-то время повстанцам, благодаря Ларошжаклену, удалось остановить синих на мосту Менклайе, через Семанью, но поражение для них стало самым гибельным из всех, происходивших до сих пор.
Вандейцы бежали до Шантонне, оставив многих убитыми на земле. Согласно республиканскому отчету, их потери оценивались от 5000 до 6000 убитых. Лидеры Вандеи взаимно обвиняли друг друга в поражении. Дважды отразив вандейцев в Люсоне, Тюнк получил звание дивизионного генерала.